# Orlean
Orlean (russisk: Орлеан) er en russisk spillefilm fra 2015 af Andrej Prosjkin.

## Medvirkende
- Jelena Ljadova som Lidka
- Oleg Jagodin som Rudik
- Vitalij Khajev som Nevolin
- Viktor Sukhorukov
- Timofej Tribuntsev som Borja Amaretto